# Цыгане в Северной Македонии

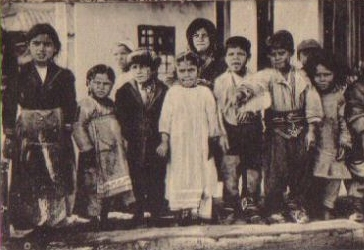
Македонские цыгане, около 1900 года.

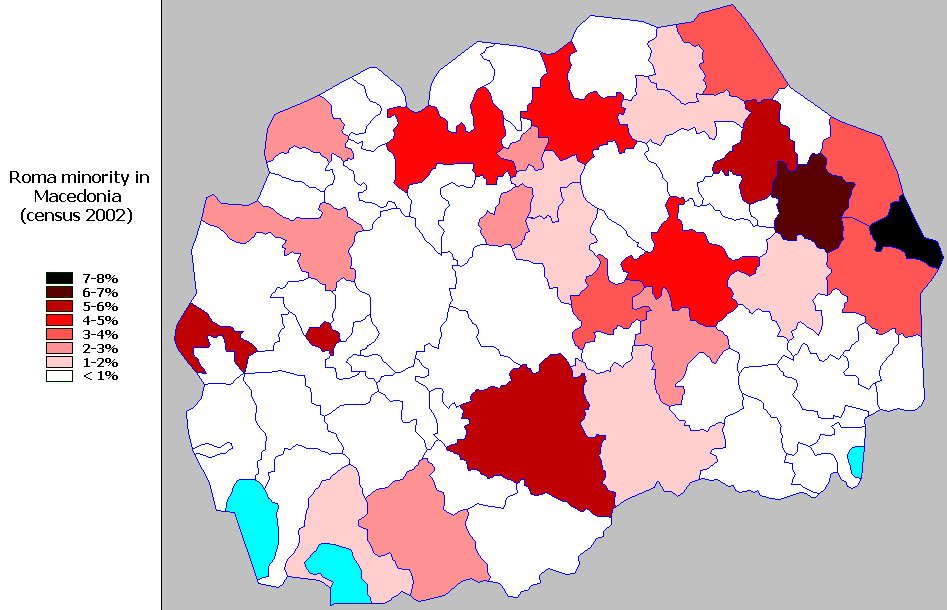
Расселение македонских цыган по переписи 2002 года

Расселение македонских цыган по переписи 2021 года

Цыга́не в Северной Македонии или македонские цыга́не (макед. Македонски Роми) — общее название нескольких этнографических групп цыганского происхождения, населяющих территорию современной Северной Македонии. Согласно переписи населения 2021 года, в Северной Македонии живут 46 433 цыган или 2.53% от общей численности населения. Муниципалитет Шуто-Оризари является единственным в мире муниципалитетом, где цыгане составляют большинство населения и при этом имеют особые права (в частности, на официальном уровне помимо македонского используется цыганский) и избирают своего градоначальника. В Конституции Северной Македонии 2001 года за цыганами был официально закреплён статус национального меньшинства. По данным переписи, более 95 % цыган проживают в городах.
Есть теория, что первые цыгане появились на территории Македонии во времена завоеваний Александра Македонского. Они работали кузнецами во время завоевания его армиями Египта. Эту теорию подтверждает то, что часть цыган называет себя египтянами, и считаются отдельной этнической группой цыган, происходящих из Пенджаба. Большая волна миграции цыган на территорию современной Северной Македонии пришлась на XIV век и была связана с турецким завоеванием. Они были рабами у турецких военачальников и черновыми рабочими на турецких кораблях големци.
Большинство македонских цыган исповедуют ислам суннитского толка. При этом, небольшая часть цыган, проживающих в основном в Восточной и Юго-Восточной Македонии, является христианами.

## Известные представители
- Эсма Реджепова, певица; представительница Македонии на конкурсе песни «Евровидение-2013».
- Эмиль Абаз — футболист.